# コンス (マーベル・コミック)
コンス（Khonshu）は、マーベル・コミックより出版されるコミック作品に登場する架空のキャラクターである。1980年11月にダグ・メンヒとビル・シンケビッチによって創造され、『ムーンナイト』第1号でデビューした。
エジプト神話の月の神コンスに基づくこのキャラクターは、ヘリオポリタンズの神々の一人にして、スーパーヒーローのムーンナイトのパトロンでもある。

## キャラクター経歴
“ウェストコースト・アベンジャーズ”に所属していたマーク・スペクター/ムーンナイトに憑依していたコンスは、しばしばチームを助けたいと願う慈悲深い神で、自分の力を明らかにすべきかどうか、何がそれに値するのか、葛藤する姿が描かれることもあり、ミュータントのヴォイスのコントロールに難なく抵抗できるようして描写された。
しかし、2006年のシリーズからムーンナイトと敵対するようになり、後に2016年のシリーズの主な敵役となる。
当初、コンスはかなり異なる扱いを受け、自分のアバターが奮い立たせる恐怖によって強化される、過酷で容赦のない復讐の神として描かれている。従って、彼はムーンナイトを存在させるためにスペクターの敵味方を操るほか、スペクターを非常に批判している。ムーンナイトのストーリーの多くと同様、現実と幻覚の境界線は時に意図的に曖昧にされるが、コンスの行動が完全に現実であることを強く示唆している。コンスは彫像としても登場するが、主にラウル・ブッシュマンの姿でスペクターと会話し、これを自分の「最高傑作」と呼んでいる。だがやがてスペクターには影響を断ち切られ、見下されることとなった。
コンスとしてよく知られているチョンスは、エジプトの神アモン・ラーとして知られるアトゥムと、女神アマウネトの息子であると言われており、別の記述によれば、コンスはアモン・ラーの養子であった。彼はモントゥ、そしておそらくベスとプタの兄弟であり、バーストとセクメトの兄弟または異母兄弟でもあった。
紀元前100万年頃、石器時代のアベンジャーズのメンバーになれなかったことに腹を立てたコンスは、自分の意思を地球に強制し、自分の代わりにアベンジャーズと敵対するために、人間であるアバター、つまり最初のムーンナイトを選んだ。コンシュとラーは何千年もの間、地上のアバターを通して何度も何度も生まれ変わりながら、互いに争ってきた。後に、コンスは時間の神であり、復讐の神でもあることが明らかになった。
古代エジプトにおいてコンスは、ラーを崇拝するエジプトの都市テーベで人間のファラオを装っていた。征服者カーンは時間の神を探しに古代エジプトに到着した。時間の支配権を得るためにコンスから杖に結合された3つのアーティファクトを求めたが、杖が壊れ、必要な3つの構成要素が散らばったため、カーンの計画は妨げられた。
コンスは精神が崩壊し、複数の人格を有したスペクターを訪ね、彼を自分のアバターとして選び、自身の声を吹き込ませると、父親の葬儀と昼食会に出席する予定だったスペクターは逃げ出した。
現代でコンスはスペクターを復活させ、彼に月の下で超人的な力と能力を授けた。スペクターとマーリーンがエジプトに旅行したとき、彼女はセティ2世の墓に隠された財宝を見つけようとするジェリム・ユサフに誘拐された。スペクター/ムーンナイトは彼らを追跡し、戦いの間に失われた部屋を見つけ、コンスの像の腕の中に落ちた。神は一陣の風を送り、ムーンナイトは滑空してユサフを倒した。スペクターは自警団を引退することを決意し、コンスの像を売ったが、それを知ったコンスはスペクターの夢の中を訪れ、彼を屈服させると再びエジプトへ向かわせた。そこでスペクターはコンスの信徒に出会い、数千年前にタイムトラベルしたクリント・バートン/ホークアイが作り上げたスーツと武器を与えられ、彼のパワーが月の満ち欠けに影響され、月が満ちるときに最も強くなることを教えられた。新たな力を得てアヌビスを倒し神殿の崩壊に巻き込まれたスペクターをコンスは救い、スペクターはコンスの像を取り戻した。
『Blood Hunt』において、コンスは太古へのフラッシュバックシーンでアフリカのエネアドとオリシャの神々の同盟を統合し、“ワカンダ”のある地域では、バースト、エシュー、ゲルケ、プタハ、そしてココウが、プタハの火から“ヴィブラニウム”を盗んだヴァルネと戦っていた。ハンターズ・ムーンとグリー・ネルソン/ティグラ、ダーク・ガースウェイト/レッカー)の助けを借りて“アスガルド”の牢獄から解放されたコンスは、吸血鬼と戦うムーンナイトを助けるために、空に月を目視できるようサポートした。

## パワー・スキル
60トンのベンチプレスが可能な超人的な力、不特定レベルの怪我に耐えられる超人的な耐久力、大怪我すらも速い速度で回復する再生治癒因子、病気と老化に免疫がある不死性など、エネアドとしての身体能力を持つ。神秘的なエネルギーを操ることで、異次元へのテレポーテーション、テレパシー、ヒーリング、復活、地震の発生、ムーンナイトのようなアバターへ超人的な能力の付与など、超自然的な効果を発動することができる。また、“ウル”を含む月の石でできた物体を操作する“ルナキネシス”や、様々なヒーローのパワーを盗み、いくつかのAnkhsの中に保存するパワー吸収まで披露する。

## その他のバージョン

### アース-6160
『Ultimate Invasion』では、リード・リチャーズ/メイカーが造り変えた“アース-6160”においてロード・コンスとして登場。リチャーズとハワード・スタークが囚われていた頃、ロード・コンスは後にヘンリー・デュガリーからアイアンラッドが“ラトヴェリア”への潜入を指揮していることを聞かされ、他の指導者たちと行動を共にしている。
ロード・コンスとロード・ラーはムーンナイトとして共に行動し、彼らはワカンダの反対を押し切り、アフリカの他の地域を併合することに取り組もうした。そこへ差し向けた女性による自爆テロがティ・チャラを狙ったため、ティ・チャカが息子を突き飛ばして爆風を受けた。
ブラックパンサーと“ドーラ・ミラージュ”がムーンナイトの軍勢を阻止した後、ロード・コンスとロード・ラーは、女性自爆テロ犯を潜入させた張本人である正体不明の内通者からそのことを知らされ、ロード・コンスはワカンダの情報と弱点が必要だと述べるロード・ラーに対し、彼らはアフリカ大陸をメイカーの空白に閉じ込めていると述べた。戦争を続けるよう促す内通者にロード・コンスは、すぐに勝利への道を探すよう指示し、後にロード・ラーから内通者を信用するのかと問われると、彼がワカンダの陥落を望んでいることを信じると答えた。
ドーラ・ミラージュであったムーンナイト側の工作員がオコエ殺害に失敗したことを知るとロード・コンスは自身の能力で彼女を骸骨にした。神殿でコンスはラーからドーラ・ミラージュとの接触が失敗したこと、そしてブラックパンサーが彼らが求める力を知っていることを告げられ、彼らが月の光の下でワカンダを攻撃するので、意思を持つ者を集めるよう進言された。
後にコンスは、ラーと征服した土地の農夫にブラックパンサーを見たことを問いただすと、彼に力を与え、シュリの居場所へと彼を送り込む。シュリとオロロ・マンロー/ストームとの短い戦いの後、農夫はグリーンオーブを手に入れる。農夫は息子と一緒になることを告げられ、副作用として死亡し、コンスとラーはグリーンオーブを要求し、コンスはラーに明日王国を建国すると告げた。

### 『Universe X』
『Universe X』サーガでは、月に住む監視者ウアトゥがコンスの原型であると示唆されている。

## MCU版
『マーベル・シネマティック・ユニバース』（MCU）の『ムーンナイト』では、カリム・エル・ハキムが演じ、F・マーリー・エイブラハムが声をあてた。日本語吹替は金尾哲夫が担当した。

### キャラクター像
エジプト神話に祀る月の神。襤褸切れを纏った身長3mほどの体躯と、胴体の上に鳥の頭蓋骨の形の頭が浮かぶという極めて不気味なヒューマノイド型クリーチャーそのものの姿をしている。
“夜の旅人”たちなどを狙う略奪者らを「悪」と断じ、自らの“アバター”となった人間に力を与え、略奪者の制裁を命じるという極端な形で人類の保護に専念しており、悪事を働かなければたとえ将来悪人になる可能性が高い輩でも傷つけることを良しとせず、アーサー・ハロウ及びアメミットには、自分の目標が両者とそれほど変わらないことを認めても彼らが掲げる理念を否定する立場を貫き、自らを犠牲にしてでも目的を果たそうとする自分なりの信念を有している。その一方で、すでに悪事を働いた輩についてはあからさまな暴力行為で制裁を加えたがる傾向を持ち、自らのアバターに対しても悪党を徹底的に追い詰め殺すように強要したり、自身の残忍な形の正義を下す忠実な手駒として服従させるために彼らの良心や不安定な精神を揺さぶる脅迫同然の言動をとるほか、現在のアバターのマーク・スペクター/ムーンナイトの副人格であるスティーヴン・グラント/Mr.ナイトを「バカ」・「寄生虫」呼ばわりするなど、非常に悪辣なほど独善的かつ傲慢で、時には衝動的な挙動も見せる神である。そんな過激な姿勢は、人間と直接の関係を持つことを望まないエジプトの他の神々には危険視され、かつて属していた“エネアド”を追放されていた。
それから時は流れ現代、具体的な経緯は描写されていないがハロウを自らのアバターとしたが、間も無く彼とは決裂。やがてエジプトの砂漠で瀕死状態となって自決しようとしていたマークに目を付け、自身のアバターに相応しい逸材と見なして接触し、彼に力を与えて復活させる代わりに“制裁の拳、ムーンナイト”になるよう契約を交わした。

### 超能力
ポルターガイスト
強風や照明の点滅などを引き起こす超能力。アバター以外の現世の存在に物理的な干渉ができないエジプトの神々の一人であるコンスが、癇癪を起こした際や間接的な意思表示の際に発現する。
日食
日食を引き起こす超能力。エネアド召集の合図として行使する。
星座操作
星空に翳した片手を回転させることで星座を高速で動かす超能力。スティーヴン/Mr.ナイトと力を合わせて行うことで2000年前の夜空を再現することに成功するが、若干スティーヴンは苦しんでおり、彼はこの後数分間意識不明となる。
高速移動
自らの身体を煙と化しつつ瞬時にその場から消え去って任意の場所へ移動する超能力。

### アイテム
杖
常に携行している先端が三日月を模した杖。実戦における打撃用の武器としても使用され、アメミットとの一騎討ちでは、相手にも利用される。

### 寺院
エジプトの砂漠にある、コンスが棲む遺跡。内部はコンスの偶像が設置された祭壇のみが構えられた質素なもので、ハロウと決別後のコンスはここで新たなアバターに相応しい人物との邂逅を待っていた。そして、マークはここでコンスと契約を結び、彼のアバターとなる。

### 描写
『ムーンナイト』第1〜3、5、6話
本作では、対立するアメミットの復活阻止のために、マーク及びスティーブンに対して事ある事に行動を強要する。
アルプスにおいて、ハロウの一味から“スカラベ”を奪還したマークの身体の制御権がスティーヴンに移ると、目覚めた彼に何度も毒づきながらハロウらにスカラベを渡さないよう彼の右腕を操りつつ呼びかけたり、マークに身体の制御権を渡すようにせまった。
スティーヴンがハロウの一味から逃亡した2日後以降には、彼に対して再び自身の声を聞かせながらポルターガイストを引き起こして自らの異様な姿を見せつける威嚇行為を彼の自宅アパートや通勤中のバスの車窓、貸倉庫などでとり、スティーヴンを懐柔しようとし始めたハロウに対しても「私が罰するのは罪を犯した者だけだ」と呟きつつポルターガイストを引き起こして止めようとし、直接干渉できない様子を見せた。そしてマークが再び表に出ると、落としたスカラベをハロウに奪われたことに加え、自身との契約や、次のアバターの候補を名目に彼を無理矢理従わせて、ハロウの計画を阻止するべく、マークをエジプトへ向かわせた。
カイロでは、ハロウの行方の手掛かりを掴むためにマークにハロウの信奉者らを攻撃させて、そのうちの1人である少年にハロウの居場所を吐かせろと強引に命令したが、それに失敗して行き詰まると最後の手段として、エネアド召集のための日食を起こした。マークに最後の集会でエネアドを追放されたと明かし、ギザの大ピラミッドの議場でマークに意識を移して、開かれた審問でエネアドのアバターたちにアメミットを解放しようとしているハロウに裁きを与えるように主張するが、神々の力が必要な人類を自分だけが見捨てずに考えていると言い張って口論となってしまい、そこに召喚されたハロウの意見の方を聞き受けられてしまったことから、結局その訴えはエネアド一同から微塵も信じて貰えず、ハロウもそのまま逃がす形で、閉会する結果となった。
同日の夜、モガート邸ではマークたちとアントン・モガートらの乱闘を傍観するだけだったが、マークとレイラ・エル＝フーリーがセンフーの石棺の棺材を入手してアメミットの墓の座標を特定しようとした際には、2000年前の星の位置関係を知る必要があると聞くや、「その夜を覚えている」と呟いてスティーヴンと共に星座操作を敢行し、レイラに特定させることに貢献した。しかしその最中に、かつてエネアドから「次に空を操ったら封印する」と忠告を受けていたことから、他の神々が発動した封印呪文を受け、「後で自分が封じられたウシャブティを見つけて壊し、私を解放するように」とスティーヴンに伝え、ウシャブティに封印されるとセリムによってギザの大ピラミッド内の石棚に安置されてしまった。
ハロウがアメミットを解放してそのアバターに認められたのと同じ頃に、ギザの大ピラミッドに侵入したレイラが自分のウシャブティを壊したことで解放されると、マークたちが生命を落としたことに気づき、レイラへ自身のアバターになるよう持ち掛けてきっぱりはねのけられ、単身でアメミットに挑むが、相手の実力に圧倒されてしまう。しかし、“ドゥアト”から戻って来たマークの魂を察知し、彼の元に現れて再びムーンナイトのパワーを与え、回復させるとアメミットを倒すように伝えるが、緊急事態にもかかわらず、それを果たしたら見返りとして自分とマークを契約から解放するようにスティーヴンから交渉され、渋々同意。そして、カイロ市民の魂を喰らって巨大化したアメミットに対して自らも巨大化し、ギザの大ピラミッドの脇で決戦を挑むと、一時は優勢だったが不意を突かれて敗北寸前に追い込まれた。しかし、マークとレイラがアメミットをハロウの体内に封印したことで難を逃れ、ハロウごとアメミットに制裁を下すようマークに命じるも逆らわれ、彼の要求を承諾してマークとスティーヴンをアバターから解放した。
その戦いから数日後、ハロウが入院するシェンキェヴィチ精神病院 にMr.ナイトのスーツと酷似したデザインのスーツ姿で赴き、リムジンの車内で再会したハロウに、マークは自分がレイラを次のアバターに据えると思い込んでいたが、この男がいるから必要ないと告げ、マークやスティーヴンと異なる別のアバターであるジェイク・ロックリーを紹介。彼がハロウ射殺を遂げてリムジンを走らせたカットで幕を閉じる。

## その他のメディア
- ビデオゲーム『MARVEL ULTIMATE ALLIANCE』では、マーク・スペクターに憑依したコンスが登場する。